# Stora Svarvaresjön
Stora Svarvaresjön är en sjö i Lilla Edets kommun i Bohuslän och ingår i Göta älvs huvudavrinningsområde. Stora Svarvaresjön ligger i Svartedalen Natura 2000-område. Sjöns area är 0,029 kvadratkilometer och den befinner sig 125 meter över havet.